# Dżamuka
Dżamuka (Dżamuka-seczen - mądry, ur. między 1151 a 1166 ?, zm. 1205) – wódz rodu Dżadżirad wchodzącego w skład plemienia Mongołów, brat krwi (anda), a następnie główny rywal Czyngis-chana.

## Życiorys

### Młodość
W dzieciństwie zawarł  pakt braterstwa z Temudżynem, późniejszym Czyngis-chanem, stając się jego "bratem krwi" (anda). Było to w dziesiątym roku życia Temudżyna, czyli zależnie od datowania jego urodzin, pomiędzy 1162 a 1173 rokiem. Dżamuka miał wówczas 11 lat. Następnie przez kilka lub kilkanaście lat nie utrzymywali oni ze sobą kontaktów. Wiadomo, że pozycja Dżamuki była w tym czasie lepsza niż Temudżyna, gdyż dysponował on co najmniej dwoma tumenami wojska, a w liście ich wspólnego zwierzchnika To'oriła Ong-chana Dżamuka nazywany jest młodszym bratem, a Temudżyn synem.

### Współdziałanie z Temudżynem
Ponownie spotykają się podczas pierwszej poważnej wyprawy wojennej Temudżyna, przeciw Merkitom w roku 1180, na którą Dżamuka dostarczył posiłków jako jeden z wodzów podporządkowanych To'oriłowi. Dżamuka miał przyprowadzić, na miejsce spotkania wodzów 2 tumeny wojska i tyle z nim przyszło. Jednak jeden z tych tumenów zebrał on z ludzi podporządkowanych Temudżynowi, co wskazuje, że miał wówczas wśród nich znacznie większe wpływy, niż ich formalny władca. Po zwycięstwie uroczyście odnowili braterstwo i następne półtora roku spędzili we wspólnym obozie, później rozstają się w niewyjaśnionych okolicznościach. Dżamuka miał powiedzieć do Czyngis-chana niezrozumiałe (tak dla niego, jak i dla historyków) zdanie: Załóżmy obóz tuż koło góry! Niechaj nasi koniuchowie mają namioty! Załóżmy obóz tuż koło rzeki! Niechaj nasi owczarze i pasący jagnięta mają pożywienie. Zdezorientowany Temudżyn poprosił swą matkę o wyjaśnienie tych słów, lecz zamiast niej odpowiedziała jego żona Börte, tłumacząc, że Dżamuka przesycił się ich towarzystwem i należy go porzucić. Temudżyn poszedł za jej radą i bez dalszych wyjaśnień, wraz ze swoimi ludźmi porzucił obóz Dżamuki.

### Walki z Czyngis-chanem
W 1182 jeden z ludzi Temudżyna zabija młodszego brata Dżamuki, Tajczara. Dżamuka wyrusza przeciw swemu dawnemu towarzyszowi, na czele Dżadaran i trzynastu innych plemion które przyłączyły się do niego i w bitwie pod Dałan Bałdżit pokonuje Czyngis-chana biorąc do niewoli a następnie zabijając kilkudziesięciu członków rodu zabójcy swego brata. Rezygnuje jednak z dalszej walki, jego armia rozpada się a jej część natychmiast po odjeździe Dżamuki przechodzi na stronę Czyngis-chana. W roku 1201 ponownie staje na czele koalicji plemion mongolskich, tatarskich i najmańskich, walczących z Czyngis-chanem i Ong-chanem, wybrany przez nie Gur-chanem, czyli chanem powszechnym, lub ogólnym (tytuł ten był jawnym wyzwaniem rzuconym Ong-chanowi, gdyż nosił go obalony przez niego poprzedni władca Kereitów). Podczas bitwy pod Köjten, koalicja ta rozpada się, a Dżamuka wycofuje się z walk napadając w dodatku na swych niedawnych sprzymierzeńców. Wojna trwa jednak nadal a Dżamuka zachowuje sporą siłę militarną. Po bitwie w pościg za odchodzącym Dżamuką rusza Ong-chan, jednak nie wiemy nic o jego rezultatach. W niewyjaśnionych okolicznościach w następnym roku, Dżamuka zostaje doradcą Ong-chana, który za jego namową, występuje przeciw Temudżynowi (z którym dotychczas współpracował) i zwycięża go minimalnie w bitwie pod Kałakałdżit-elet wiosną 1203 roku. Przed tą bitwą Dżamuka, który miał pełnić (nie jest jasne czy ostatecznie ją pełnił), funkcję głównodowodzącego wojskami Ong-chana przekazuje Czyngis-chanowi dokładny plan bitwy umożliwiając mu bezpieczny (choć okupiony znacznymi stratami) odwrót. Prawdopodobnie już po tej bitwie latem 1203 Dżamuka opuszcza Ong-chana i nie ma go w jego obozie, gdy jesienią tegoż roku Czyngis-chan rozbija ostatecznie jego (Ong-chana) armię. W roku 1204 pojawia się u boku Tajang-chana wodza walczących z Czyngis-chanem Najmanów na czele swojej armii, która była jeszcze na tyle duża, że w oczach Najmanów uchodziła za większość Mongołów. Pod jego wpływem Najmanowie zajmują niekorzystne pozycje na stokach góry Naku-kun, po czym Dżamuka wycofuje się z walki informując Czyngis-chana o sytuacji w obozie wroga i zachęcając go do ataku, który skończył się zniszczeniem armii Najmanów. Po tej bitwie większość armii Dżamuki przechodzi na stronę Czyngis-chana. Być może brał jeszcze udział w bitwie nad Irtyszem w 1205 roku, lecz nie odegrał w niej już żadnej znaczącej roli. Po tej bitwie ma już tylko, zależnie od źródła, od 5 do 60 żołnierzy z którymi usiłuje uciekać w kierunku zachodnim. Zostaje jednak przez nich zdradzony i dostarczony Czyngis-chanowi, który zabija zdrajców (zgodnie z radą Dżamuki) a następnie samego Dżamukę, ponoć na jego własną prośbę (początkowo chan miał nawet proponować mu podzielenie się władzą).

### Tajny agent Czyngis-chana?
Przed śmiercią Dżamuki, według Tajnej historii Czyngis-chan przypomniał mu, wszystkie przeszłe zasługi, polegające głównie na informowaniu go o posunięciach wrogów i budzeniu wśród nich strachu przed jego armią. Na tej podstawie Lew Gumilow wysunął teorię mówiącą, że Dżamuka był, od wojny z Merkitami aż do śmierci, agentem Temudżyna i współorganizatorem jego wczesnych zwycięstw. Jego zdaniem obaj wodzowie kontynuowaliby tę działalność, a więc Dżamuka znalazłby się w kolejnym obozie wrogów Czyngis-chana namawiając ich, w odpowiednim dla chana momencie, do wojny i opuszczając w ostatniej chwili. Zostało to uniemożliwione przez zbyt szybkie rozpowszechnienie informacji o zdradzie jego podwładnych. Wrogowie Czyngis-chana wiedzieli już, że Dżamuka znalazł się w jego rękach. Wypuszczenie go mijałoby się z celem, gdyż jego rola stałaby się dla wszystkich jasna, zatem Czyngis-chan zabił Dżamukę dla zachowania ich prawdziwych relacji w tajemnicy.